# راهنمای نگارش و ویرایش
راهنمای نگارش و ویرایش، کتابی اثر محمدجعفر یاحقی و محمدمهدی ناصح که دربارهٔ فن نگارش و ویراستاری (ویرایش) است.

## ساختار و درون‌مایهٔ کتاب
این کتاب در شش بخش تهیه شده است. نکات اساسی قواعد رسم‌الخط فارسی، نقطه‌گذاری، چگونگی استفاده از اعداد و ارقام، روش تحقیق و پژوهش علمی، و ویراستاری و آماده‌سازی متن برای چاپ را آموزش می‌دهد.

## فهرست کتاب
بخش اول
- نکاتی دربارهٔ رسم‌الخط فارسی

بخش دوم
- قواعد نقطه‌گذاری

بخش سوم
- موارد استفاده از اعداد و ارقام

بخش چهارم
- روش تحقیق و پژوهش علمی

بخش پنجم
- ویراستاری و آماده‌سازی متن برای چاپ

بخش ششم
- پیوست‌ها و نمونه‌ها

## وضعیت انتشار
چاپ اول این اثر در سال ۱۳۶۴ توسط نشر «به‌نشر» (انتشارات آستان قدس رضوی) منتشر شده بود. ویرایش دوم آن در سال ۱۳۷۷ با تجدیدنظر کلیو چاپ بیست‌وسوم آن در سال ۱۳۸۵ همراه با افزوده‌ها و تغییرات بنیادینو چاپ سی‌ویکم با اصلاحات جدید و تجدیدنظر کلی بر اساس شیوه‌نامهٔ فرهنگستان زبان و ادب فارسی در سال ۱۳۹۵ منتشر شده است.